# Михайлів день
Михайлів день — день народного календаря слов'ян, православні слов'яни відзначають 8 листопада, тоді як слов'яни-католики святкують Михайлів день 29 вересня. Назва дня походить від імені Архангела Михаїла.
«Михайлів день — веселе і ситне свято, оскільки хліба поки багато, що виручені гроші за коноплю і овес, та й роботи основні закінчені». У багатьох слов'янських традиціях день зв'язувався з початком зими.

## Інші назви
рос. Михаил, День Михаила-архангела, Архистратиг Михаил, Михаил Грязник, Михайловские оттепели, Михайловские грязи; біл. Міхайла, Міхаіл, Міхайла Архайла, Міхайла Рахайла, Міхайлаў дзень, Міхаіл Страхадзёр; болг. Архангеловден, Арангеловден, Рангеловден, Св. Рангел, Събор на св. архангел Михаил,; мак. Събор на св. архангел Михаил, Свети Рангила; серб. Аранђеловдан.

## Звичаї
У народів, які сповідують православ'я, з цим днем не пов'язано ніяких особливих звичаїв, хоча до нього приурочені громадські та сімейні свята, пов'язані з культом предків і роду. В Поліссі відзначали Михайлів день «від грому»: не рубали сокирою чи не різали ножем, не ткали, щоб Михайло не образився. У Білорусі архангела шанували як управителя природних стихій: грому і вітрів. Дотримувалися заборони на роботу, оскільки вважали Михайла злим (він «дахи рве»), а в Слуцькому районі в цей день чекали шквального вітру, який зриває стріхи. Основну спрямованість цього свята у південних слов'ян визначило повір'я, згідно з яким св. Михайло був одним з шести братів-юнаків, що поділили між собою небо, землю і весь світ. Михайлу випало керувати мертвими душами. Тому день його пам'яті святкували «для легкої смерті» (болг. заради умирачката). У Сербії перед його іконою залишали дари, щоб уникнути хвороб і важкої смерті. Вважалося, що якщо св. Михайло встане біля помираючого, то той одужає, якщо біля ніг — помре (серб., болг.). Однак якщо святий стоїть в головах, але в правій руці у нього меч, а в лівій — яблуко, смерть неминуча (серб.).
У цей день, за народним звичаєм, частують дворовика . Він вважається молодшим братом домовика, але його намагаються задобрити, щоб він залишився жити у дворі і не прислав замість себе лихого. Для цього після проголошення спеціального заговору у дворі проводиться дьогтем смуга, за яку дворовика просять не виходити. Ставлять йому вечерю в хліві. Крім того, за звичаєм, між Кузьминками і Михайловим днем справляли «курячі іменини». Для того щоб догодити лихому, домовику і дворовику відразу, вибирали найстаршого і худого півня та іржавою тупою сокирою відсікали йому голову, приносячи в жертву «дрібним бісам».
В інших місцях просили домовика за худобою доглядати і залишали йому вечерю в хліві.
В Поліссі з цим днем пов'язаний один з календарних поминальних свят — Михайлівські діди (четвер, п'ятниця, субота перед Михайловим днем), для яких готували кутю, борщ, кисіль та інші страви.
У Свіслоцькому районі Гродненської області Білорусі вважали, що на «Михайла Архайла» ведмеді йдуть у сплячку.
Подекуди з цього дня починалася Куделиця — час, коли жінки, дівчата, дівчатка готували кужіль — очищене від костриці волокно льону або конопель, приготоване для прядіння.

## Приказки та прикмети
- З Михайлового дня зима стоїть, земля мерзне[16].
- З дня Михайла Архангела зима морози кує[4].
- З Архистратига Михаїла худобу заганяють на зимовий корм[2].
- Якщо Михайло в снігу, то і Великдень у снігу, а ні — то й ні (біл. Калі Міхайла ў снягу, то і Пасха ў снягу, а як не — дык і не)[17].
- Не дивно, що пиво зварено, а дивно, що не випито[2] .
- Михайло — усім святкам запихайло (біл. Міхайло — усім святком запіхайло)[8] .